# 瓦莱隆加
瓦莱隆加（義大利語：Vallelonga），是意大利维博瓦伦蒂亚省的一个市镇。总面积17平方公里，人口720人，人口密度42.4人/平方公里（2009年）。